# Doméliers
Doméliers – miejscowość i gmina we Francji, w regionie Hauts-de-France, w departamencie Oise.
Według danych na rok 1990 gminę zamieszkiwało 191 osób, a gęstość zaludnienia wynosiła 31 osób/km² (wśród 2293 gmin Pikardii Doméliers plasuje się na 806. miejscu pod względem liczby ludności, natomiast pod względem powierzchni na miejscu 768.).